# Drveni peleti
Drveni peleti su standardizirano oblikovani štapići proizvedeni od biomase.

## Opis
Drveni pelet je proizveden iz prešanog usitnjenog drveta ili piljevine, valjkastog je oblika promjera od 6-8 mm i duljine od 10 do 30 mm. Drveni peleti proizvode se pod izrazito visokim pritiskom, pod visokim pritiskom podiže se temperatura drveta i stvara se prirodno “ljepilo” te peleti uspjevaju zadržati oblik valjka i nakon što se ohlade.  Kompaktnost peleta je vidljiva i prilikom transporta gdje se pojavljuje tek oko 0,5 % drvne prašine. 
Znači peleti se prešaju iz čiste, nekontaminirane drvne piljevine, bez ikakvih kemijski vezivih sredstava s visokom toplinskom koncentracijom od oko 5 kWh/kg ili 18 MJ/kg. Imaju vrlo nizak sadržaj vlage (ispod 10 %) što omogućava vrlo visoku učinkovitost sagorijevanja. Rabe se u pećima za grijanje stambenih objekata ili za proizvodnju električne energije kao zamjena za ugljen.
Prema toplinskim vrijednostima 2 kg drvnog peleta zamjenjuje cca 1 litru ulja za loženje ili 1,85 kg peleta zamjenjuje 1 m3 prirodnog plina. 
Peleti su CO2-neutralni. Peleti spadaju u obnovljive izvore energije i kod izgaranja pelet ne proizvodi stakleničke plinove kao izvor topline, te se smatra jednim od rijetkih apsolutno prirodnih, sigurnih i zdravih energenata. Kao i ostala drvna biomasa, peleti znatno manje onečišćuju zrak i okoliš jer imaju manje od dozvoljenih graničnih vrijednosti emisija CO, NOx i prašine.
Proizvodnja drvenih peleta u Europi povećala se s 1,4 milijuna tona u 2004. do 6,3 milijun tona u 2006. na 7,5 milijuna tona 2007.
Proizvodnja je u Hrvatskoj 2007. iznosila 142.300 tona.

## Vanjske poveznice
- | Logotip Zajedničkog poslužitelja | Zajednički poslužitelj ima još gradiva o temi Drveni peleti |
- Fotografije proizvodnje peleta  Arhivirana inačica izvorne stranice od 7. siječnja 2007. (Wayback Machine)
- European Biomass Association (AEBIOM), Informacije i statistike u Europi
- Gradimo hr.  Arhivirana inačica izvorne stranice od 9. srpnja 2011. (Wayback Machine)
- Grijanje na pelete